# Krzysztof Stanisław Zawisza

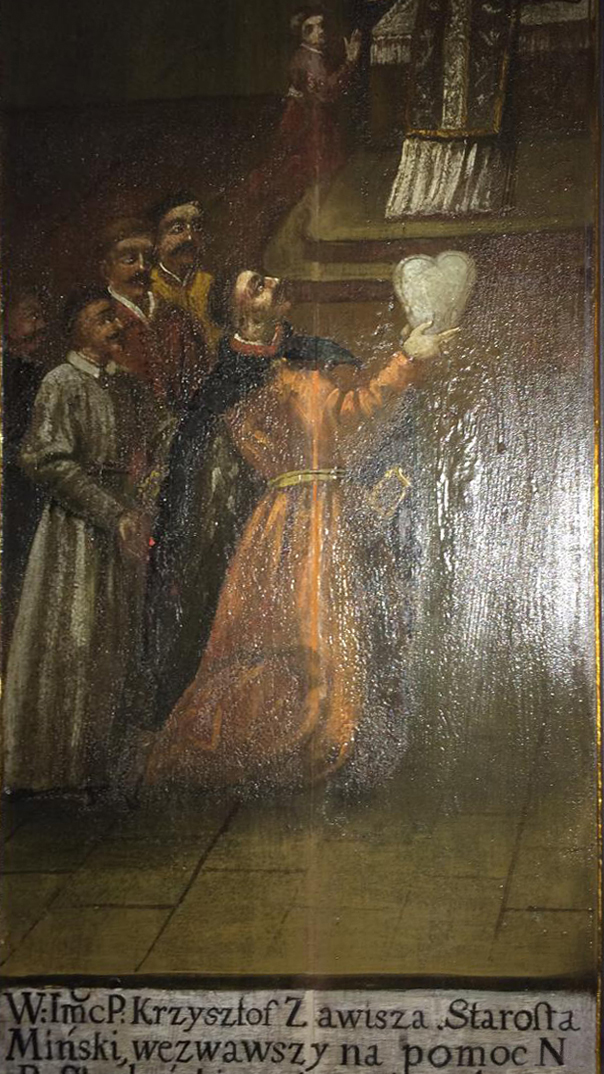
Bild in der Jesuitenkirche in Minsk

Krzysztof Stanisław Zawisza (* 1660 in Polen-Litauen; † 1721 bei Berdytschiw, Polen-Litauen) war ein polnischer Politiker und Schriftsteller des Barock. Seine Familie gehörte zur Wappengemeinschaft Łabędź.

## Leben
Zawisza entstammte einer katholischen Adelsfamilie. In seiner Jugend besuchte er Russland und Italien. 1686 gehörte er zu den Unterzeichnern des Ewigen Friedens zwischen Polen-Litauen und Russland. Unter dem polnisch-litauischen König Johann III. Sobieski kämpfte er gegen die Osmanen. Nach dem Tod Sobieskis war er Abgeordneter des Einberufungssejm 1696 sowie des Krönungssejm von 1697, beide Male als Vertreter von Minsk, 1699 Abgeordneter des Pazifikationssejm 1698, dessen Marschall er war, sowie ebenfalls 1699 des Gewöhnlichen Pazifikationssejm 1698. Auch später nahm er in der Regierungszeit von August dem Starken an mehreren Sejms als Abgeordnet teil und wurde mehrere Male zum Marschall gewählt. 1704 unterzeichnete er jedoch als Marschall des Herzogtum Samogitien die pacta conventa des Gegenkönigs Stanislaus I. Leszczyński. 1714 unterschrieb er das Warschauer Traktat der gegen August den Starken gerichteten Konföderation von Tarnogród. Nach seinem Tod wurde er nach Minsk überführt, wo er in der von ihm gestifteten Feliciankapelle der Jesuitenkirche beigesetzt wurde, gemäß seinem Wunsch in einer Kutte der Jesuiten. Zawisza schrieb barocke Lyrik sowie das Tagebuch Pamiętniki Krzysztofa Zawiszy wojewody mińskiego.